# Mars Cube One
Mars Cube One (MarCO) è una missione spaziale della NASA, la prima nello spazio profondo di un satellite in miniatura CubeSat.

## Panoramica della missione
La missione è costituita da due veicoli spaziali gemelli, chiamati MarCO (Mars Cube One), che non trasportano alcun carico scientifico. Il loro obiettivo è raggiungere Marte in concomitanza con la missione InSight per testare una forma di supporto alle comunicazioni con la Terra durante la fase di atterraggio di una sonda, in particolare nei "sette minuti di terrore" durante i quali solitamente non si riesce a comunicare. I due veicoli fungono quindi da ponti radio per le trasmissioni della sonda durante la discesa, che altrimenti non potrebbero raggiungere la Terra. Si è scelto di inviare due CubeSat per aumentare le probabilità di successo.
I veicoli spaziali non hanno carburante necessario per rimanere in orbita attorno al pianeta di destinazione e si perderanno nello spazio profondo dopo aver effettuato il fly-by.

## Lancio
Le sonde sono state lanciate come carico utile secondario della missione InSight il 5 maggio 2018 e hanno viaggiato in modo indipendente l'una dall'altra e dal lander della missione principale. Poche ore dopo il lancio hanno comunicato alla Terra il completamento delle operazioni di spiegamento dei pannelli solari e di controllo d'assetto.

## Obiettivi
La missione è stata puramente dimostrativa e di tipo secondario: il successo della missione principale non ha dipeso in nessun momento dal successo della missione MarCO. L'obiettivo è stato testare l'affidabilità di un satellite CubeSat nello spazio profondo, in particolare come l'elettronica ha sopportato le condizioni estreme dovute alle radiazioni a cui è stata sottoposta nello spazio aperto. In definitiva, i veicoli spaziali hanno raggiunto obbiettivi finora mai tentati, quali:
- Hanno testato con successo alcune tecnologie sperimentali implementate per la prima volta, quali le loro apparecchiature radio, le loro antenne ad alto guadagno e il loro sistema di controllo assetto;
- Sono stati i primi veicoli della loro classe a volare nello spazio profondo e ad inviare immagini della Terra, della Luna e di Marte, in quanto dotati di telecamere VGA, di cui però solo quella di MarCO-B (WALL-E) era in grado di funzionare;
- Hanno effettuato le prime manovre di correzione di rotta per un CubeSat[1].

Il 26 novembre uno dei due satelliti della flotta ha correttamente inoltrato la telemetria del lander, completando la missione prima di terminare in un'orbita eliocentrica.

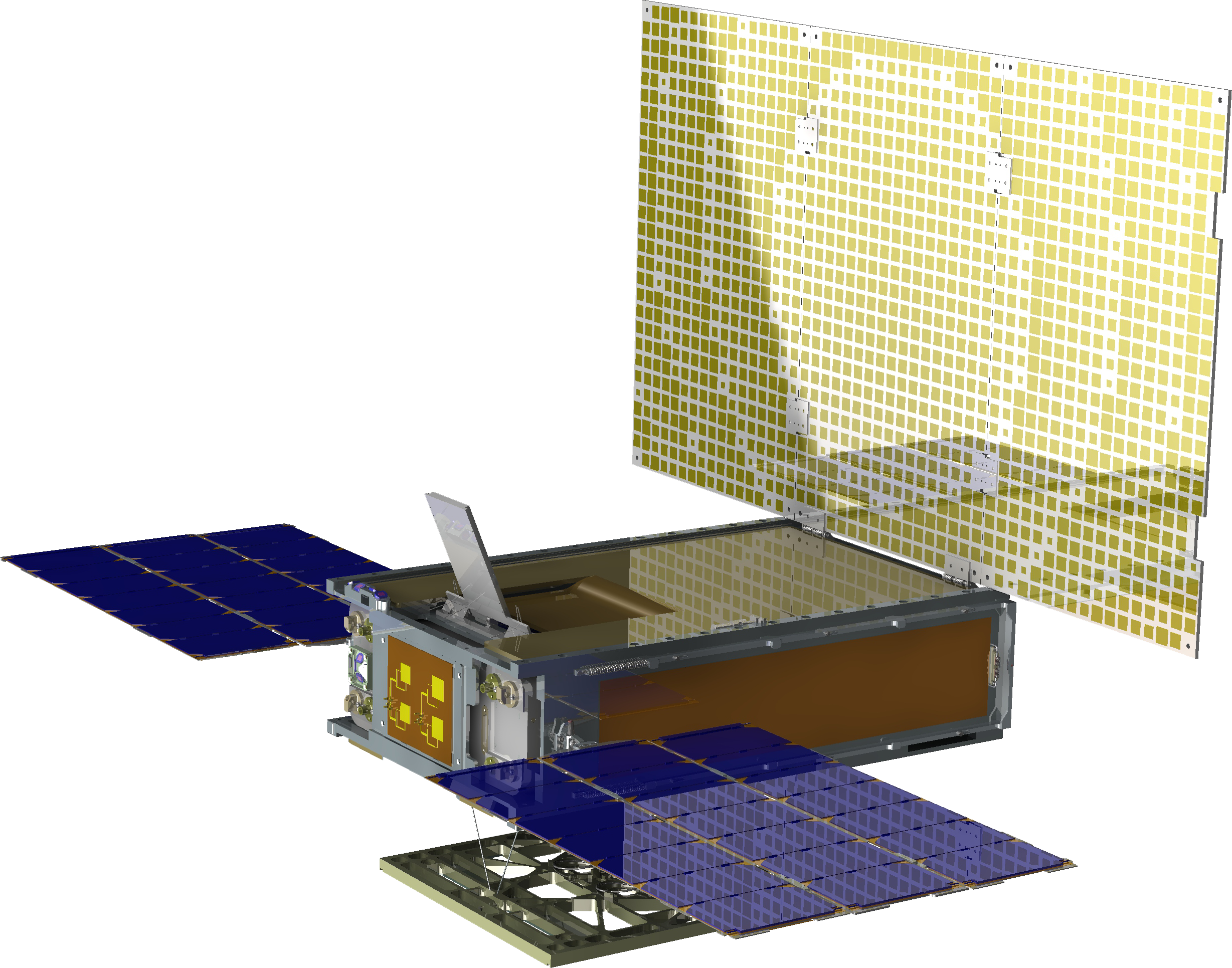
Modello di MarCO
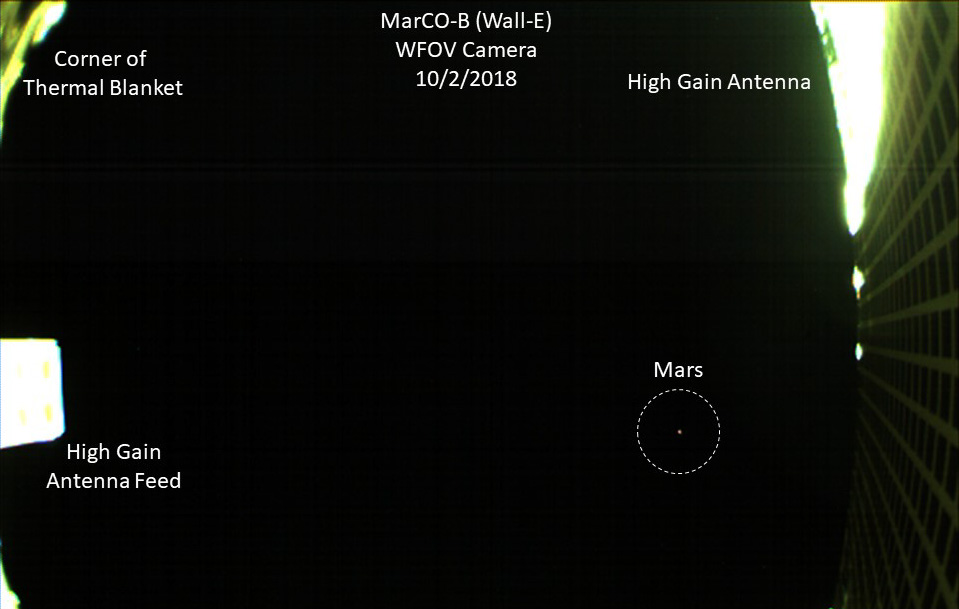
La prima foto di Marte ripresa da un CubeSat